# Барон Саутгемптон

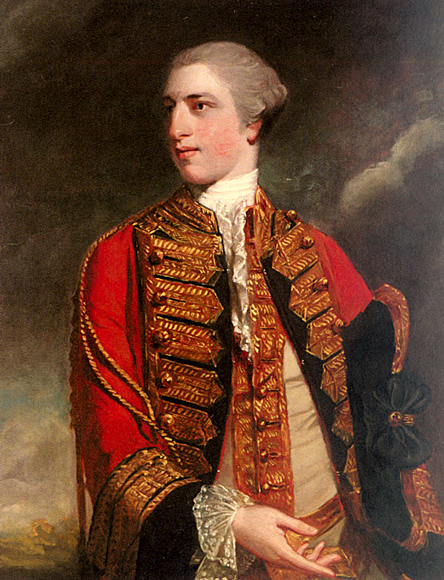
Генерал-лейтенант Чарльз Фицрой, 1-й барон Саутгемптон

Барон Саутгемптон из Саутгемптона в графстве Саутгемптон — наследственный титул в системе Пэрства Великобритании.

## История
Титул барона Саутгемптона был создан 17 октября 1780 года для британского военного и политика Чарльза Фицроя (1737—1797). Он был третьим сыном лорда Огастеса Фицроя (1716—1741), второго сына Чарльза Фицроя, 2-го герцога Графтона. Старшим братом Чарльза был Огастес Фицрой, 3-й герцог Графтон (1735—1811), премьер-министр Великобритании в 1768—1770 годах. Лорд Саутгемптон был потомком (через незаконнорожденную линию) английского короля Карла II Стюарта и его любовницы Барбары Палмер, 1-й герцогини Кливленд. Титул герцога Саутгемптона был создан в 1670 году для Чарльза Фицроя (1662—1730), первого внебрачного сына Карла II и герцогини Кливленд, старшего брата Генри Фицроя, 1-го герцога Графтона. В 1774 году после смерти Уильяма Фицроя, 3-го герцога Кливленда, 2-го герцога Саутгемптона (1698—1774), старшего сына Чарльза Фицроя, титулы герцогов Кливленда и Саутгемптона угасли. Чарльз Фицрой заседал в Палате общин от Орфорда (1759—1761), Бери-Сент-Эдмундса (1761—1774) и Тетфорда (1774—1780), занимал посты вице-камергера королевы Шарлотты (1768—1780) и вице-камергера принца Уэльского (1780—1797).
Внук 1-го барона Саутгемптона, Чарльз Фицрой, 3-й барон Саутгемптон (1804—1872), служил в качестве en:лорда-лейтенанта Норгемптоншира (1867—1872). Его преемником стал его старший сын, Чарльз Генри Фицрой, 4-й барон Саутгемптон (1867—1958). Он носил баронский титул 87 лет и 144 дня. Больше него титулы занимали только 7-й маркиз Таунсенд (88 лет), 13-й лорд Синклер (87 лет) и 3-й барон Монтегю (86 лет и 155 дней). Его сын, Чарльз Фицрой, 5-й барон Саутгемптон (1904—1989), с 16 марта 1964 года отрицал свой пэрский титул. По состоянию на 2024 год носителем титула являлся его внук, Эдвард Чарльз Фицрой, 7-й барон Саутгемптон (род. 1955), который стал преемником своего отца в том же 2015 году.
Два других члена семьи Фицрой также были известны. Достопочтенный Генри Фицрой (1807—1859), второй сын 2-го барона, был политиком. Он заседал в Палате общин от Грейт Гримсби (1831—1832) и Льюиса (1837—1841, 1842—1859), занимал должности заместителя министра внутренних дел (1852—1855) и первого комиссара работ (1859). Достопочтенный Эдвард Фицрой (1869—1943), второй сын 3-го барона Саутгемптона, заседал в Палате общин от Южного Нортгемптоншира (1900—1906, 1910—1918) и Дэвентри (1918—1943), занимал посты заместителя председателя комитета путей и средств (1924—1928) и спикера Палаты общин (1928—1943). Его вдова, Мюриэль Фицрой (1869—1962), в 1943 году получила титул виконтессы Дэвентри в его честь.

## Бароны Саутгемптон (1780)
- 1780—1797: Подполковник Чарльз Фицрой, 1-й барон Саутгемптон (25 июня 1737 — 21 марта 1797), второй сын лорда Огастеса Фицроя (1716—1741), внук Чарльза Фицроя, 2-го герцога Графтона[1];
- 1797—1810: Подполковник Джордж Фердинанд Фицрой, 2-й барон Саутгемптон (7 августа 1761 — 24 июня 1810), старший сын предыдущего[2];
- 1810—1872: Чарльз Фицрой, 3-й барон Саутгемптон (28 сентября 1804 — 16 июля 1872), старший сын предыдущего от второго брака[3];
- 1872—1958: Чарльз Генри Фицрой, 4-й барон Саутгемптон (11 мая 1867 — 7 октября 1958), старший сын предыдущего[4];
- 1958—1989: Чарльз Фицрой, 5-й барон Саутгемптон (3 января 1904—1989), единственный сын предыдущего, с 1964 года отрицал своё пэрское звание[5];
- 1989—2015: Чарльз Джеймс Фицрой, 6-й барон Саутгемптон (12 августа 1928 — 10 января 2015), единственный сын предыдущего[6];
- 2015 — настоящее время: Эдвард Чарльз Фицрой, 7-й барон Саутгемптон (род. 8 июля 1955), второй сын предыдущего от первого брака[7];
  - Наследник титула: достопочтенный Чарльз Эдвард Миллетт Фицрой (род. 18 января 1983), единственный сын предыдущего[8].